# Nadine Brandl
Nadine Brandl (nascuda l'11 de març de 1990 a Viena) és una nedadora sincronitzada austríaca que va competir en els Jocs Olímpics de Pequín 2008 i competirà en els Jocs Olímpics de Londres 2012.